# MONUA
MONUA (ang. United Nations Observer Mission in Angola, Misja Obserwacyjna Organizacji Narodów Zjednoczonych w Angoli) – misja pokojowa w Angoli, powołana na mocy rezolucji 1118 (1997) Rady Bezpieczeństwa ONZ z dnia 30 czerwca 1997 roku.
Misja MONUA trwała od czerwca 1997 do lutego 1999 roku, przejęła zadania misji UNAVEM III.
W lipcu 1997 siły misji składały się z:
- 3 026 żołnierzy,
- 253 obserwatorów wojskowych,
- 289 policyjnych obserwatorów,
- oraz personelu cywilnego i lokalnego.

Straty ludzkie wyniosły 17 osób.

## Państwa uczestniczące
Argentyna, Bangladesz, Boliwia, Brazylia, Bułgaria, Egipt, Francja, Gambia, Ghana, Gwinea Bissau, Hiszpania, Holandia, Indie, Jordania, Kenia, Kongo, Malezja, Mali, Namibia, Nigeria, Norwegia, Nowa Zelandia, Pakistan, Polska, Portugalia, Rosja, Rumunia, Senegal, Słowacja, Szwecja, Tanzania, Ukraina, Urugwaj, Węgry, Zambia, Zimbabwe.